# Ereğli Belediyespor
Ereğli Belediyespor – żeński klub piłki siatkowej z Turcji. Został założony w 2002 roku z siedzibą w mieście Konya. Występuje w Voleybolun 1.Ligi. 